# Per G. Sandblom
Per Gustaf Sandblom, född 18 april 1909 i Göteborg, död 27 augusti 1991 i Malmö, var en svensk väg- och vattenbyggnadsingenjör. 
Sandblom, som var son till O.M. Sandblom och Hulda Ohlsson, avlade studentexamen vid högre allmänna läroverket i Malmö 1928 och utexaminerades från Kungliga Tekniska högskolan 1933. Han anställdes vid stadsingenjörskontoret i Trelleborgs stad 1933, vid stadsingenjörskontoret i Malmö stad 1936, vid Allmänna ingenjörsbyrån 1946 och var delägare i Sydsvenska Ingenjörsbyrån från 1949. Han var ledamot av kommittén för stadsplaneväsendets omorganisation 1948. Han var medarbetare i Kommunal Byggnadskalender 1948 (Torsten Gustafsson och Alfred Orrje, 1948) samt skrev artiklar och höll föredrag i fackämnen. Sandblom är gravsatt i minneslunden på Limhamns kyrkogård i Malmö.